# Castello di Ocre
O Castello di Ocre (Castelo de Ocre) localiza-se na cidade de Ocre, província de L'Aquila, na região de Abruzos (Itália).